# Алексієвка (Ташлинський район)
Алексі́євка (рос. Алексеевка) — село у складі Ташлинського району Оренбурзької області, Росія.

## Населення
Населення — 1023 особи (2010; 1126 у 2002).
Національний склад (станом на 2002 рік):
- росіяни — 77 %